# Apgar:0
Apgar:0 es el segundo álbum de la banda chilena de metal alternativo Rekiem, lanzado el 15 de enero del año 2001 bajo el sello discográfico Sónica Records. Es también el último disco que graban con el guitarrista fundador de la banda, Julián Durney, antes de suicidarse, el 2004.

## Canciones
1. "104" - 3:45
2. "No respires" - 3:51
3. "Traga" - 4:29
4. "Todos flotan" - 3:47
5. "Error 07" - 0:57
6. "Di Nada" - 3:54
7. "Martina" - 2:46
8. "Claroscuro" - 4:55
9. "M.L.C.A.E." (con Seo2 ) - 4:24
10. "Ariete" - 5:32
11. "Cautiverio" - 5:05
12. "Catalifaud" (Track Oculto "Novocaina") - 27:45

## Créditos
- Julián Durney - guitarra y coros
- Gino Fuenzalida - voz
- Carlos Rojas - bajo
- Daniel Pierattini - teclado
- Álvaro Vidal - batería